# 克羅埃西亞經濟
克罗地亚经济以第三产业为主，第二产业为副。旅游业是国家经济的重要组成部分。2002年度人均国内生产总值（购买力平价）为9800美元，略低于欧盟平均水平的一半。
克罗地亚原属南斯拉夫，经济处于从计划经济到市场经济的转型期。独立初期由于内战，经济发展受到严重影响，近年来有所复苏，但失业率依然高居不下，2010年1月为17.7%。